# Concha Murua Vélez de Mendizábal
Concha Murua Vélez de Mendizábal (Vitoria, 1957) es una profesora y escritora alavesa.

## Trayectoria
Licenciada en Filología Inglesa por la Universidad del País Vasco. Ha cursado estudios de Literatura Americana en la Universidad de Long Island (NY) y ha participado en Cine y Literatura Angloamericana. Aspectos de la literatura y del cine británicos en la Universidad de La Rioja (1998). Tiene estudios de guion y dirección de cine en el Centro de Artes Escénicas de Sarobe (2000), con participación en tres cortometrajes.
Máster en realización de documentales en la ESCAC (Escola Superior de Cinema i Audiovisuals de Catalunya), participó en calidad de guionista y realizadora en el documental Sin etiquetas (2001) producido por Escándalo Films, S.L. y Los amigos (2000)
Ha publicado un blog titulado Cuaderno Sabático (2015-16).
Es miembro del equipo de redacción y colabora con la revista de temas filosóficos Mentes Inquietas-Jakin Mina editada en Vitoria.

## Obra
- La Taza griega (febrero de 2017)
- La mujer que también fuma y otros cuentos (2018)
- Lo que sucede ahí detrás (2023)

## Vídeos
- Presentación: "La mujer que fuma y otros cuentos"[8]

## Audios
- "La mujer que también fuma y otros cuentos", lo último de Concha Murua. Radio Vitoria (14/02/2018)[9]